# 捷克戴维斯杯代表队
捷克戴维斯杯代表队是捷克男子国家网球队参加戴维斯杯的队伍，由捷克网球协会（Czech Tennis Association）负责管理和组织。在捷克斯洛伐克解体之后，捷克于1993年成立了代表队，但它继承了前捷克斯洛伐克戴维斯杯代表队的参赛历史和记录。

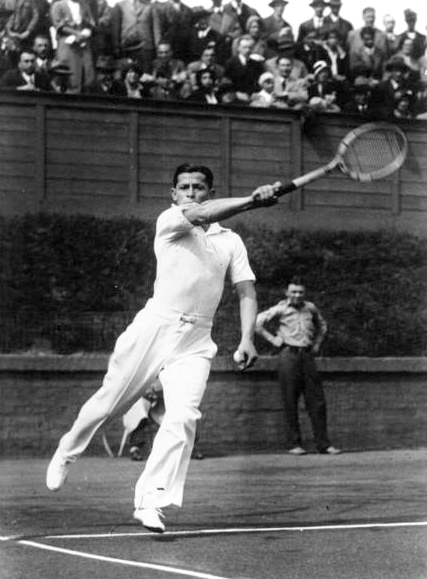
拉迪斯拉夫·赫克特

捷克队的前身，捷克斯洛伐克代表队于1921年首次参加戴维斯杯。1930年至1939年，拉迪斯拉夫·赫克特为捷克共和国戴维斯杯队效力，战绩为18胜19负，并担任队长。1938年，阿道夫·希特勒的一名助手邀请他为德国戴维斯杯队效力，但他婉言谢绝。
1980年，捷克作为捷克斯洛伐克首次赢得戴维斯杯，2012年和2013年，捷克分别在布拉格和贝尔格莱德赢得戴维斯杯。他们在1975年和2009年也闯入了决赛。捷克队自参加戴维斯杯以来只有1年没有进入过世界组（现在叫做决赛阶段），仅次于美国戴维斯杯代表队。